# بدر حجي
بدر حجي الحلابيج، لاعب كرة قدم كويتي سابق، لعب لـ نادي كاظمة، لـ منتخب الكويت لكرة القدم ولعب في نادي الشباب السعودي .

## بداياته
كانت بدايته مع نادي السالمية في عمر عشر سنوات، ولكن والده كان رافض فكرة لعبه كرة القدم بسبب عدم توفيقه في الموازنة بين الكرة والدراسة، ولكن بإصرار والده على عدم لعبه للكرة وخلافه مع مدرب الفريق في ذلك الوقت أدى إلى خروجه من نادي السالمية.
و بعدها إنضم بدر حجي إلى نادي كاظمة، وقاده المدرب كويتان، ورأى أنه يمتلك صفات صانع الألعاب، فأخذ ينمي مهارته، وارتقى بعدها إلى فريق تحت 20 سنه، ثم ذهب إلى معسكر في قطر، وبرز فيه، فإنضم إلى الفريق الأول في موسم 1984\1985.

## مع الفريق الأول
كان في بدايته مع الفريق الأول لاعب احتياطي، ولكن في بطولة كأس الخليج للأندية التي أقيمت في الكويت موسم 1985\1986 استطاع أن يثبت نفس بين اللاعبين العمالقة.

## إحترافه الخارجي
احترف في نادي الشباب السعودي لمدة ستة أشهر.

## مع المنتخب الوطني
أصبحت بطولة كأس الخليج 1992 أول بطولة رسمية يشارك فيها بدر حجي، ولكن أول مباراة رسمية لعبها كانت ضد منتخب مصر لكرة القدم، وقد تألق في كأس الخليج 1998 في مملكة البحرين وأختير أفضل لاعب في البطولة.
و قد سجل هدفين في مرمى منتخب عمان لكرة القدم، وفي مرمى منتخب الإمارات لكرة القدم في كأس الخليج 1998.

## إعتزاله
و قد اعتزل بدر حجي في مباراة منتخب الكويت لكرة القدم ومنتخب إيران لكرة القدم في تاريخ 2 ديسمبر 2003.

## روابط خارجية
- بدر حجي على موقع الاتحاد الدولي (مؤرشف)  (الإنجليزية)
- بدر حجي على موقع ناشيونال فوتبول تيمز (الإنجليزية)
- بدر حجي على موقع كووورة